# De plantage van onze voorouders

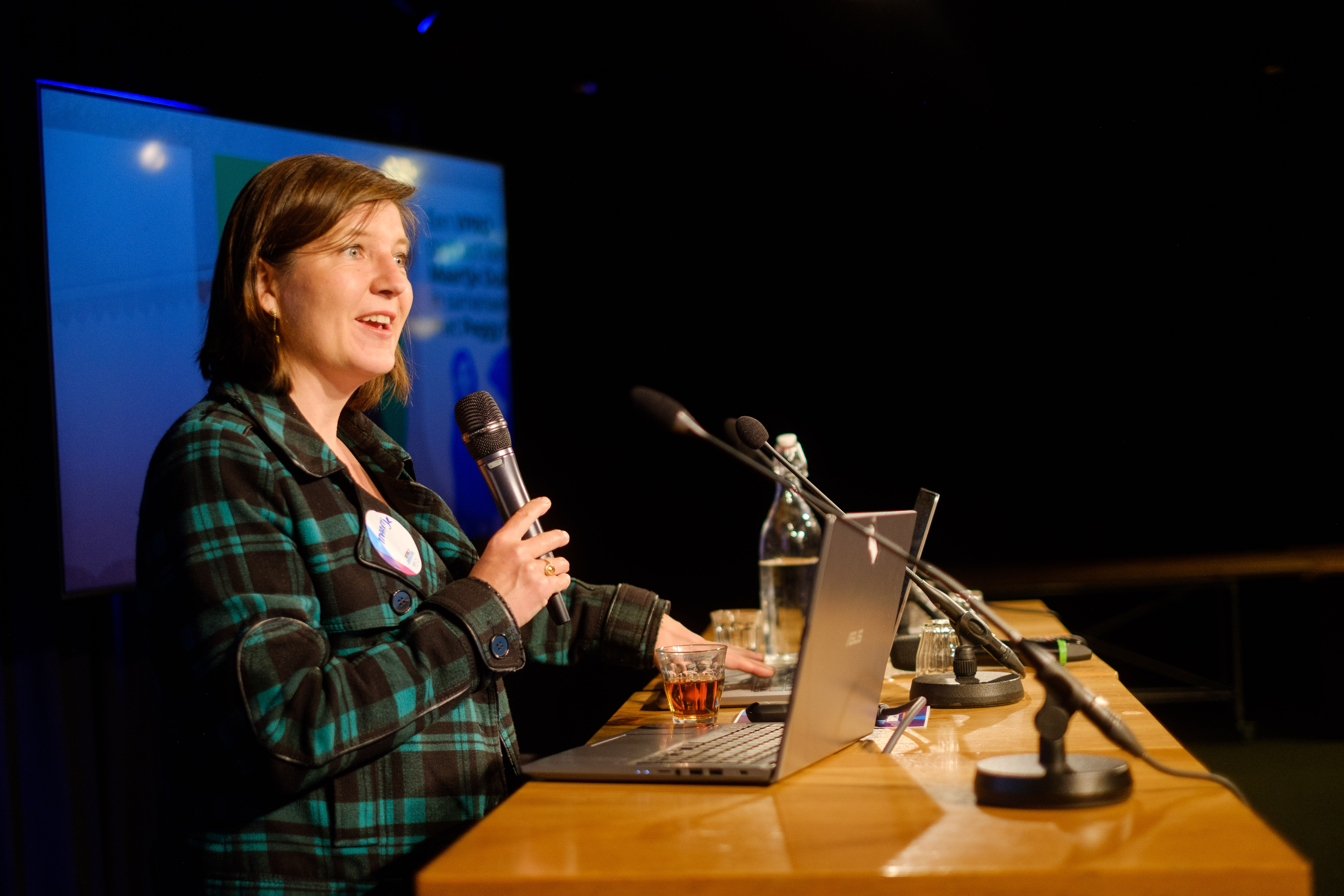
Maartje Duin in 2022

De plantage van onze voorouders is een radiodocumentaireserie en podcast uit 2020, gemaakt door de Nederlandse journaliste Maartje Duin, in samenwerking met Peggy Bouva, geproduceerd door Prospektor, VPRO en NPO Radio 1.
Duin verdiepte zich in haar familiegeschiedenis en kwam erachter dat onder haar voorouders bestuurders van de West-Indische Compagnie (WIC) waren en dat een betbetovergrootmoeder een 1/72ste aandeel bezat in suikerrietplantage Tout Lui Faut in Suriname. Peggy Bouva is een nazaat van mensen die in slavernij leefden en werkten op die plantage. Peggy's achternaam Bouva is mogelijk afgeleid van de achternaam Bouffaré; de Fransman Jean Baptiste François Bouffaré was directeur-administrateur van de plantage van omstreeks 1820 tot zijn dood in 1835. Creatief producent van de serie was Eefje Blankevoort.
Ook Duins moeder, Albertine Duin, barones Van Lynden, komt veel aan het woord in de podcast. Zij is lid van de adellijke familie Van Lynden, die lang in Kasteel Ter Hooge woonde, een 18e-eeuws kasteel in Middelburg.
Uiteindelijk gaan Peggy Bouva, Maartje Duin en Albertine Duin naar Suriname, waar ze plantage Tout lui faut bezoeken. Volgens De Groene Amsterdammer maakte Albertine Duin een grote ontwikkeling door tijdens de podcast. Ook Trouw merkt op dat Albertine Duin een ontwikkeling doormaakt, en merkt ook op dat er eerlijke, soms ongemakkelijke momenten in de podcast voorkomen.
Ook verschillende familieleden van Bouva werkten mee aan en komen aan het woord in de serie. Volgens Bouva werd er een genuanceerd verhaal verteld over de verschillende ervaringen, gevoelens en meningen van zowel witte mensen als nazaten van tot slaafgemaakten, en groeide tijdens het hele proces het bewustzijn bij de familie van Duin.
Met de podcast wonnen Duin en Bouva de Dutch Podcast Awards 2020. Ook wonnen ze De Tegel 2020 in de categorie 'Audio'.

## Theater
Op basis van de radioserie is een muziektheatervoorstelling gemaakt door gezelschap Orkater. Het stuk ging in première op 13 oktober 2023 in de Schuur (Haarlem). In het stuk heeft Manoushka Zeegelaar Breeveld de rol van Maartje Duin en Malou Gorter de rol van Peggy Bouva.